# Coalición Reformista
La Coalición Reformista (en catalán: Coalició Reformista, CR) es una coalición política formada para las elecciones legislativas del 2009 en Andorra. Esta coalición buscaba mostrarse a la sociedad andorrana como un nuevo referente centrista.

## Presentación
El partido encabezado por el Partido liberal, llegadas las elecciones del 26 de abril de 2009, pierde contra el PS.

### Partidos Miembros de la coalición
- El Partido liberal de Andorra
- El Nuevo Centro
- La Unió Laurediana
- Los Independientes de Ordino

## Resultados electorales

### Legislativas
| Año  | Cabeza de lista       | Votos | %     | Escaños |
| ---- | --------------------- | ----- | ----- | ------- |
| 2009 | Joan Gabriel i Estany | 2 768 | 18,86 | 11/28   |

## Consejeros generales miembros de la Coalición reformista (2009-2011)
- Joan Gabriel i Estany
- Ladislau Baró Solà
- Jaume Serra Serra
- concepcio Mora Jordana
- Olga Adellach Coma
- Joan Torres Puig
- Celina Mandicó García
- Daniel Armengol bosch
- Amadeu Rosell Tarradellas
- Monserrat Gil Torne
- Roser Bastida Areny